# MSC Armonia (schip, 2001)
De MSC Armonia is een cruiseschip van MSC Crociere. Het schip werd in 2001 gebouwd door Chantiers de l'Atlantique als MS European Vision voor het ter ziele gegane Festival Cruises. Het schip werd destijds gebouwd samen met het zusterschip MS European Stars. De MSC Armonia behoort tot de Lirica-klasse. Er zijn voor de passagiers negen dekken.
Voor minder beweging heeft de MSC Armonia stabilisatoren.